# Спеддинг, Крис
Крис Спеддинг (англ. Chris Spedding; настоящее имя Питер Робинсон англ. Peter Robinson; 17 июня 1944, Стэйвли, Дербишир) — британский рок-певец и гитарист, один из самых активных и стилистически разнообразных сессионных музыкантов. Спеддинг работал по обе стороны океана, в какой-то момент начал сольную карьеру, но всемирного успеха не добился (согласно Allmusic) не столько из-за недостатка таланта или упорства, сколько из-за неудачливости и неблагоприятной конъюнктуры. Самый известный сольный хит Криса Спеддинга, «Motor Bikin'», стал единственным, попавший в UK Singles Chart (#14, 1985).

## Биография
Питер Робинсон родился 17 июня в городке Стейвли (англ., Дербишир, Англия); воспитывался приёмными родителями — Мюриэл и Джеком Спеддингами и принял новое имя: Кристофер Джон Спеддинг (англ. Christopher John Spedding).
Его первой группой была «The Battered Ornaments», где, после ухода Пита Брауна, он стал фронтменом. затем Спеддинг вошёл в состав «Frank Ricotti Quartet» и принял участие в записи альбома «Our Point of View» (1969). Он был приглашён к сотрудничеству Джеком Брюсом и сыграл в двух его сольных альбомах, первом и третьем: «Songs for a Tailor» (1969) и «Harmony Row» (1971). В 1970 году он записал собственный сольный (инструментальный) альбом «Songs Without Words», выпущенный Harvest Records — только в Европе и Японии.
В 1960-х годах Спеддинг сотрудничал с Аланом Прайсом, Джеком Брюсом, Майком Гиббсом и другими, играл в джаз-роковой группе "Nucleus". В 1972—1974 годах участвовал в "The Sharks", где играл также Энди Фрэйзер (экс-Free): группа записала два студийных альбома и провела гастроли с "Roxy Music".
Впоследствии Крис Спеддинг записывался с Джоном Кейлом, «Trigger», «The Vibrators», «Roxy Music», Брайаном Ферри, Полом Маккартни. Самый известный сольный хит Криса Спеддинга, «Motor Bikin'», стал единственным, попавший в UK Singles Chart (#14, 1985). Кавер на эту песню вышел в альбоме Ди Ди Рамона «Greatest & Latest», который Спеддинг и спродюсировал.

## Дискография
| - Backwood Progression (1971) - Songs Without Words (1971) - Only Lick I Know (1972) - Chris Spedding (1975) - Hurt (1977) - Guitar Graffiti (1978) - I’m Not Like Everybody Else (1980) - Friday the 13th (1981) - Enemy Within (1986) - Cafe Days (1990) - Just Plug Him In! (1991) - Gesundheit! (1995) - One Step Ahead Of The Blues (2002) - Click Clack (2005) - It's Now or Never (2007) - Pearls (2011) - Joyland (2015) | - «Rock & Roll Band» (1970) - «My Bucket’s Got A Hole In It» (1975) - «Motorbikin'» (1975) - «Jump In My Car» (1976) - «New Girl In The Neighbourhood» (1976) - «Guitar Jamboree» (1976) - «Pogo Dancing» (Chris Spedding & The Vibrators) (1976) - «Get Outa My Pagoda» (1977) - «Silver Bullet» (1978) - «Bored Bored» (1978) - «Gunfight» (1978) - «Video Life» (1979) - «The Crying Game» (1980) - «I’m Not Like Everybody Else» (1981) |  |